# Firestorm
Firestorm è un personaggio dei fumetti creato da Gerry Conway (testi) e da Al Milgrom (disegni), pubblicato dalla DC Comics. Ha fatto la sua prima apparizione su Firestorm n. 1 (marzo 1978).

## Storia editoriale
La prima serie di Firestorm ebbe vita breve. Comunque The Fury of Firestorm, successivamente re-intitolata Firestorm: the Nuclear Man, durò dal 1982 fino al 1990. Prese il via come una serie simile a quella dell'Uomo Ragno con il teenager Raymond che si adatta al suo nuovo ruolo e in seguito fa ricerche nel campo della corsa agli armamenti nucleari e sul ruolo di Firestorm come "elementale".
Una nuova serie di Firestorm è iniziata nel 2004 con un nuovo personaggio, il teenager afroamericano Jason Rusch, che ha preso il posto di Ronald Raymond, morto nella miniserie Crisi d'identità (Identity Crisis); come Spiderman, anch'egli ha un senso dello humor che usa spesso per mascherare le sue insicurezze.
Il personaggio è stato un membro della sua squadra "all-star" (la Justice League of America) e, per due stagioni, del suo adattamento a cartone animato degli anni settanta/ottanta dal nome I Superamici.
Secondo un articolo che è comparso su Wizard, Firestorm è il nono supereroe più potente, sopra Hulk e meno del Professor X.

## Biografia del personaggio

### Ronald Raymond e Martin Stein
Il Firestorm originale è famoso per la sua identità doppia integrata. Lo studente liceale Ronald Raymond e il fisico vincitore di un Premio Nobel Martin Stein vengono coinvolti in un incidente nucleare che permette loro di fondersi nell'"uomo nucleare" Firestorm. Poiché Stein era svenuto durante l'incidente, è Raymond a controllare i movimenti di Firestorm, mentre Stein rimane come una voce assennata all'interno della sua mente. Il punzecchiamento tra i due è una caratteristica delle loro avventure.
Stein inizialmente era completamente all'oscuro della loro doppia identità, lasciandolo preoccupato per le sue insolite sparizioni e vuoti di memoria, ma alla fine Ronnie riuscì a convincerlo della verità, permettendo loro di legarsi come individui separati piuttosto che come parti di un unico individuo.
Dopo l'incidente che ha portato alla creazione dei suoi poteri, Firestorm ha iniziato a sorvegliare New York dalle minacce rappresentate da Multiplex (venuto alla luce nello stesso incidente nucleare che ha dato vita a Firestorm) e Killer Frost. La serie del 1978 venne interrotta improvvisamente a causa di una serie di tagli all'interno della casa editoriale (la cosiddetta "DC Implosion") e il quinto episodio (il primo di una storia a più episodi) fu l'ultimo ad essere distribuito, mentre il sesto venne incluso nella Cancelled Comics Cavalcade. Lo sceneggiatore Conway aggiunse il personaggio di Firestorm nella serie Justice League of America.
Dopo il diploma di scuola superiore, Raymond è entrato al college in Pittsburgh, dove Stein era stato assunto come professore. In seguito, hanno cercato insieme una cura per il loro legame.
Quando Conway lasciò la serie nel 1986, John Ostrander (con l'artista Joe Brozowski) ha iniziato a scrivere le storie di Firestorm. Il suo primo arco narrativo importante contrappose Firestorm al mondo intero, poiché l'eroe, agendo su suggerimento del professor Stein, malato terminale, chiedeva che gli Stati Uniti e l'Unione Sovietica distruggessero tutte le loro armi nucleari.
Dopo i confronti con la Justice League e la maggior parte dei suoi nemici, Firestorm affrontò il supereroe nucleare russo Pozhar nel deserto del Nevada, dove una bomba atomica è stata lasciata cadere su di loro. Ne risultò un nuovo Firestorm, una fusione dei due eroi: questo nuovo Firestorm era composto da Ronnie e dal russo Mikhail Arkadin, ma controllato dalla mente di Stein.
Il Firestorm con Arkadin si è rivelato una fase di transizione, poiché nel 1989 Ostrander ha cambiato radicalmente il personaggio di Firestorm rivelando che Firestorm era un elementale del fuoco. Firestorm ora è diventato una sorta di crociato ambientale, formato da Ronnie Raymond, Mikhail Arkadin e Svarozhich, un clone sovietico del precedente Firestorm, ma con una nuova mente. Il professor Stein, che non faceva più parte del composito, ha continuato a svolgere un ruolo, ma l'attenzione si è concentrata su questo personaggio radicalmente diverso.
In seguito verrà rivelato che era Martin Stein il prescelto per diventare l'elementale del fuoco, e Ronnie si trovava lì per caso, mettendo così in pericolo l'equilibrio della matrice Firestorm. Stein diventerà così l'unico Firestorm e si lancerà ad esplorare l'universo per capire il suo scopo nella vita, mentre Ronnie si ammalerà di leucemia. Stein tornerà così dal suo viaggio e userà i suoi poteri per curare l'amico, e donargli i poteri del Firestorm originale. Ronnie poi si unirà nuovamente alla Justice League, venendo ucciso durante la saga Crisi di identità.

### Jason Rusch
La matrice di Firestorm troverà un nuovo portatore in Jason Rusch, un diciassettenne di Detroit che vive col padre e che otterrà tutti i poteri di Firestorm, con in più la possibilità di lavorare anche sulla materia organica. Jason imparerà a fondersi con varie persone per stabilizzare i suoi poteri, fra cui l'amico Mick Wong, il fantasma di Ronnie e la misteriosa Gehenna, con cui inizierà una relazione.
Durante la saga La notte più profonda Ronald Raymond viene resuscitato come membro del Corpo delle Lanterne Nere, diventando il criminale zombie Deathstorm che forzerà la fusione con Jason, rendendo il giovane prigioniero del suo stesso corpo mentre Deathstorm trasformava Gehenna in sale uccidendola. Dopo il ritorno in vita di Ronnie, il professor Stein scoprirà che Deathstorm continua ad esistere e mira a distruggere la vita sulla terra. Ronnie e Jason così si fonderanno in un nuovo elementale del fuoco per fermare la minaccia.

### New 52
Nel nuovo universo Dc, Ronnie e Jason sono dei compagni di scuola. Jason è un allievo del prof Stein, fisico misterioso che rilascia ad una serie di contatti in giro per il mondo un pezzetto della matrice Firestorm, per creare una nuova generazione di eroi. Ronnie entrerà nella stanza dove Jason sta aprendo la sua particella e entrambi otterranno i poteri della matrice. I due eroi non possono toccarsi, dato che così facendo si unirebbero in un mostro chiamato Fury che possiede tutti i loro poteri ma decuplicati.
In seguito per stabilizzare i propri poteri i due si fonderanno in un nuovo Firestorm con la mente di Jason e il corpo di Ronnie.

## Poteri e abilità
Firestorm possiede principalmente l'abilità di controllare totalmente l'energia e la materia inorganica. Questo lo rende capace di cambiare completamente qualsiasi cosa e di trasformare un materiale in un altro, a patto di conoscerne la composizione chimica. Oltre a questa capacità, Firestorm possiede molti altri poteri, come il volo, rendersi intangibile, abilità fisiche e mentali sovrumane, la creazione ed il controllo del fuoco generato dalla fusione dei due o (nel caso di Jason) creata da lui stesso ecc.
Nel suo periodo da elementale, Stein possedeva poteri quasi divini, quali la capacità di volare nello spazio o quella di concedere i poteri della matrice di Firestorm ad altri esseri viventi.
Jason ha gli stessi poteri della fusione tra Stein e Raymond, con la possibilità di mutare la materia organica sua e di altri e questo lo rende un mutaforma. Firestorm ha anche la capacità di creare oggetti prendendo parti di massa dagli altri oggetti, per poi cambiare e unire quest'ultima per fare un solo oggetto.

## Altri media

### Animazione
Firestorm è apparso nelle serie a cartoni animati trasmesse da ABC Super Friends: The Legendary Super Powers Show e The Super Powers Team: Galactic Guardians (le ultime due serie dei Superamici). Mark L. Taylor doppiò Ronnie Raymond mentre la voce di Martin Stein era di Olan Soule. Firestorm doveva essere uno degli innumerevoli personaggi ospiti di Justice League Unlimited, trasmesso da Cartoon Network, ma alla fine non comparve. Fu avanzata l'ipotesi che la DC non avesse voluto confondere i potenziali nuovi lettori presentando quasi simultaneamente due nuove versioni di Firestorm, considerato il rilancio – praticamente contemporaneo – del personaggio nella nuova versione con Jason Rusch. Comunque Dwayne McDuffie affermò in Wizard n. 197 che avrebbe usato la versione con Ronnie e Stein per la serie. Apparve nei numeri 3 e 16 della serie a fumetti della Justice League Unlimited. Avrebbe dovuto essere il personaggio centrale dell'episodio The Greatest Story Never Told, ma venne rimpiazzato da Booster Gold. Appare anche nella serie Batman: The Brave and the Bold, nella forma costituita da Martin Stein e Jason Rusch.

### Televisione
Il personaggio appare nella serie televisiva The Flash, durante l'esplosione dell'acceleratore di particelle dei Laboratori S.T.A.R. che ha donato a molte persone dei poteri facendoli diventare dei metaumani, tra cui figura anche il protagonista della serie, Barry Allen, le cellule del giovane ricercatore Ronnie Raymond si sono fuse con quelle del brillante professor Martin Stein, i due così si uniscono in Firestorm. Ronnie è fidanzato con la sua collega di lavoro dei Laboratori S.T.A.R., Caitlin Snow, i due poi si sposano, ma proprio lo stesso giorno, quando il detective Eddie Thawne si toglie la vita cancellando la sua discendenza, tra cui il supercriminale Eobard Thawne, si viene a creare un buco nero a causa del paradosso temporale che rischia di distruggere il pianeta, quindi Ronnie e Martin si uniscono in Firestorm e chiudono il buco nero, ma Ronnie paga un prezzo molto alto, infatti lui muore, mentre Martin sopravvive. Col passar del tempo però il corpo di Martin inizia a indebolirsi, infatti lui ha bisogno di legare le sue cellule a quelle di un altro corpo per compensare la perdita di Ronnie e ricreare Firestorm. La scelta su chi sarà la nuova metà di Firestorm ricade su due persone che vennero pure loro colpite dall'energia dell'acceleratore di particelle: Henry Hewitt e Jax Jackson. Il primo è un brillante scienziato, mentre Jax un giovane giocatore di football la cui carriera è stata stroncata a causa di un infortunio al crociato anteriore. Prima Martin proverà a legarsi a Hewitt ma con scarsi risultati, comunque Hewitt assorbirà da Martin il potere del fuoco e lo userà per fare danni vista la sua instabilità emotiva, quindi Martin e Jax, con il quale al contrario di Hewitt ha una buona compatibilità, si uniscono nel nuovo Firestorm, e sconfiggono Hewitt con l'aiuto di Flash. Martin e Jax saranno tra i protagonisti della serie Legends of Tomorrow.
Su Terra-2 Ronnie ha completamente interiorizzato Martin ed è diventato un supercriminale con il nome di "Deathstorm", ma verrà ucciso da Hunter Zolomon.

### Videogiochi
Firestorm compare come uno dei personaggi giocabili all'interno di Injustice 2.